# 職業訓練指導員 (介護サービス科)
職業訓練指導員 (介護サービス科)（しょくぎょうくんれんしどういん かいごサービスか）は、職業訓練指導員免許のうちの1つ。厚生労働省管轄。

## 受験資格
職業訓練指導員免許の受験資格と試験免除を参照。

## 試験科目
学科試験
1. 指導方法（職業訓練原理、教科指導法、訓練生の心理、生活指導及び職業訓練関係法規）
2. 関連学科

- 系基礎学科
  - 社会福祉・介護（社会福祉論、老人福祉論、障害者福祉論、社会福祉援助技術、介護論）
  - 保健衛生（医学一般、心理学、精神衛生）
  - 安全衛生（安全管理、衛生管理）
- 専攻学科
  - リハビリテーション（リハビリテーション論、レクリエーション指導法）
  - 介護技術（介護技術、障害形態別介護技術、介護機器）
  - 家政（家政学、栄養及び調理、被服及び居住）
  - 人間学（人間関係論、人間性）

実技試験
1. 介護